# Kulikowo (Kaliningrad, Selenogradsk, Pereslawskoje)
Kulikowo (russisch Куликово, deutsch Elchdorf, bis 1906: Pojerstieten (bei Wargen)) ist ein Ort in der russischen Oblast Kaliningrad. Er gehört zur kommunalen Selbstverwaltungseinheit Stadtkreis Selenogradsk im Rajon Selenogradsk.
Der Ort Kulikowo ist nicht zu verwechseln mit dem ebenfalls zum Stadtkreis Selenogradsk gehörenden gleichnamigen Ort Kulikowo (Strobjenen), der sich etwa zwölf Kilometer weiter nördlich befindet.

## Geographische Lage
Kulikowo liegt 16 Kilometer nordwestlich der Stadt Kaliningrad (Königsberg) an der Kommunalstraße 27K-335, die von der Regionalstraße 27A-032 – einst die deutsche Reichsstraße 143 – von Kaliningrad über Cholmogorowka (Fuchsberg) und Pereslawskoje (Drugehnen) in Richtung Swetlogorsk (Rauschen), in nördlicher Richtung abzweigt und bis nach Alexejewka (Auschlacken) verläuft. Eine Bahnanbindung besteht nicht.

## Geschichte
Im Jahre 1874 wurde die damals Pojerstieten  genannte Landgemeinde in den neu geschaffenen Amtsbezirk Groß Mischen (heute russisch: Swobodnoje) eingegliedert. Diese gehörte zum Landkreis Fischhausen (von 1939 bis 1945 zum Landkreis Samland) im Regierungsbezirk Königsberg der preußischen Provinz Ostpreußen.
Am 17. April 1906 wurde Pojerstieten – wohl aus Verwechselungsgründen mit dem gleichnamigen Ort bei Kumehnen (heute russisch: Kumatschowo) – in „Elchdorf“ umbenannt. Am 7. Mai 1909 vergrößerte sich die Landgemeinde Elchdorf um den Gutsbezirk Auschlacken (russisch: Alexejewka), der eingemeindet wurde. Die Einwohnerzahl Elchdorfs betrug im Jahre 1910 insgesamt 198.
Am 30. September 1928 erhält Elchdorf erneut „Zuwachs“ mit der Eingemeindung des Gutsbezirks Parschwitz (heute nicht mehr existent). Die Einwohnerzahl kletterte bis 1933 auf 299 und belief sich 1939 auf 275.
Im Jahre 1945 kam Elchdorf mit dem gesamten nördlichen Ostpreußen in Kriegsfolge zur Sowjetunion. Im Jahr 1947 erhielt der Ort den Namen Kulikowo und wurde gleichzeitig dem Dorfsowjet Pereslawski selski Sowet im Rajon Primorsk zugeordnet. Von 2005 bis 2015 gehörte Kulikowo zur Landgemeinde Pereslawskoje selskoje posselenije und seither zum Stadtkreis Selenogradsk.

## Kirche
Bis 1945 war Elchdorf mit seiner meistenteils evangelischen Bevölkerung in das Kirchspiel der Kirche in Wargen (heute russisch: Kotelnikowo) eingepfarrt, das zum Kirchenkreis Fischhausen (Primorsk) in der Kirchenprovinz Ostpreußen der Kirche der Altpreußischen Union gehörte. Heute liegt Kulikowo im Einzugsgebiet der evangelisch-lutherischen Auferstehungskirche in Kaliningrad (Königsberg) in der Propstei Kaliningrad der Evangelisch-lutherischen Kirche Europäisches Russland.

## Militärische Einrichtung
Etwa einen Kilometer nördlich des Orts befindet sich ein militärisches Depot, das 2018 modernisiert wurde. Westliche Beobachter gehen davon aus, dass dort Kernwaffen entweder dauerhaft gelagert werden oder im Spannungsfall dort aufbewahrt werden sollen.